# Jérémie Foa
Jérémie Foa, né le 6 novembre 1977 à Clermont-Ferrand, est un historien moderniste, spécialiste de la période des guerres de Religion. Il est maître de conférences HDR en histoire moderne à Aix-Marseille Université.

## Biographie
Ancien élève de l'École normale supérieure de Fontenay-Saint-Cloud (1998-2002), Jérémie Foa soutient une maîtrise, un DEA puis une thèse d'histoire moderne sous la direction d'Olivier Christin à l'Université Lumière Lyon 2 intitulée Le Tour de la paix. Mission et commissions d’application des édits de pacification sous le règne de Charles IX (1560-1574) .
Agrégé d'histoire en 2000, il est depuis 2011 maître de conférences à Aix-Marseille Université et membre du laboratoire TELEMMe. Il est titulaire depuis 2020 d'une habilitation à diriger des recherches, dont le volume inédit portait sur le massacre de la Saint-Barthélemy.
Dès 2012, il publie un ouvrage historique intitulé Catherine de Médicis : Un destin plus grand que la prudence puis en 2015, sa thèse est publiée par les Presses universitaires de Limoges sous le titre Le Tombeau de la paix : Une histoire des édits de pacification (1560-1572) ,. 
Il participe également à l'élaboration d'un volume de l'Histoire dessinée de la France intitulé Sacrées Guerres : De Catherine de Médicis à Henri IV en tant que scénariste de bande dessinée, épaulé par le dessinateur Pochep (La Revue dessinée/La Découverte, 2020) ,. 
En 2021, la parution de l'ouvrage Tous ceux qui tombent. Visages du massacre de la Saint-Barthélemy est saluée aussi bien par la presse généraliste , que par la presse spécialisée,.

## Publications

### Ouvrages historiques
- Catherine de Médicis : Un destin plus grand que la prudence, avec Nicolas Vidoni, préface de Max Gallo, Le Figaro Editions, 2012  (ISBN 978-2-81050-423-7)
- Le Tombeau de la paix : Une histoire des édits de pacification (1560-1572) , préface d'Olivier Christin, Presses universitaires de Limoges (PULIM), coll. « Histoire. Trajectoires », 2015  (ISBN 978-2-84287-643-2).
- Tous ceux qui tombent. Visages du massacre de la Saint-Barthélemy, La Découverte, 2021  (ISBN 978-2-34805-788-5)
- Épreuves de la guerre civile (dir., avec Quentin Deluermoz), Éditions de la Sorbonne, coll. « Homme et société », 2022  (ISBN 979-10-351-0796-3)
- Survivre. Une histoire des guerres de Religion, Paris, Seuil, coll. L'univers historique, 2024.

### Bande dessinée
- Histoire dessinée de la France, Sacrées Guerres : De Catherine de Médicis à Henri IV , texte de Jérémie Foa, dessin de Pochep, La Revue dessinée/La Découverte, 2020  (ISBN 979-10-92530-49-0)

## Distinctions
En mars 2022, le prix de la Contre-Allée est décerné pour sa première édition à Jérémie Foa pour Tous ceux qui tombent. Visages du massacre de la Saint-Barthélemy, paru aux éditions de La Découverte.
Quelques mois plus tard, il obtient pour le même ouvrage le Prix lycéen du livre d'histoire, remis à Blois le 8 octobre 2022.

### Entretien
- « Tueurs et victimes la Saint-Barthélemy d'après les archives », entretien avec Julien Théry dans La grande H., l'émission d'histoire du Média, 30 décembre 2022.